# 上海大学法学院
上海大学法学院始建于1978年，其源于1909年成立的复旦大学法律系。 1988年的“上海工业大学知识产权教学与研究中心”也是现上海大学法学院的源头之一。

## 历史沿革
1993年4月28日，上海法律高等专科学校并入上海大学，设立上海大学法学院。隶属中共上海市委政法委和上海市司法局，同时接受上海大学领导。
2004年9月，上海市教委批准撤销专科学制的上海市政法管理干部学院，与上海大学法学院合并成立本科学制的上海政法学院，为独立设置的普通本科院校。
2005年4月，原上海大学知识产权学院改称上海大学法学院。